# Dufferin (ancienne circonscription fédérale)
Pour les articles homonymes, voir Dufferin.
Dufferin fut une circonscription électorale fédérale de l'Ontario, représentée de 1904 à 1925.
La circonscription de Dufferin a été créée en 1903 avec des parties de Cardwell, Grey-Est, Simcoe-Sud, Wellington-Centre et de Wellington-Nord. Abolie en 1925, elle fut fusionnée avec la circonscription de Simcoe-Sud pour former Dufferin—Simcoe

## Géographie
En 1903, la circonscription de Dufferin comprenait:
- Le comté de Dufferin

## Députés
1. 1904-1909 — John Barr, CON
2. 1909-1921 — John Best, CON
3. 1921-1925 — Robert John Woods, PPC

- CON = Parti conservateur du Canada (ancien)
- PPC = Parti progressiste du Canada